# 东方三圣

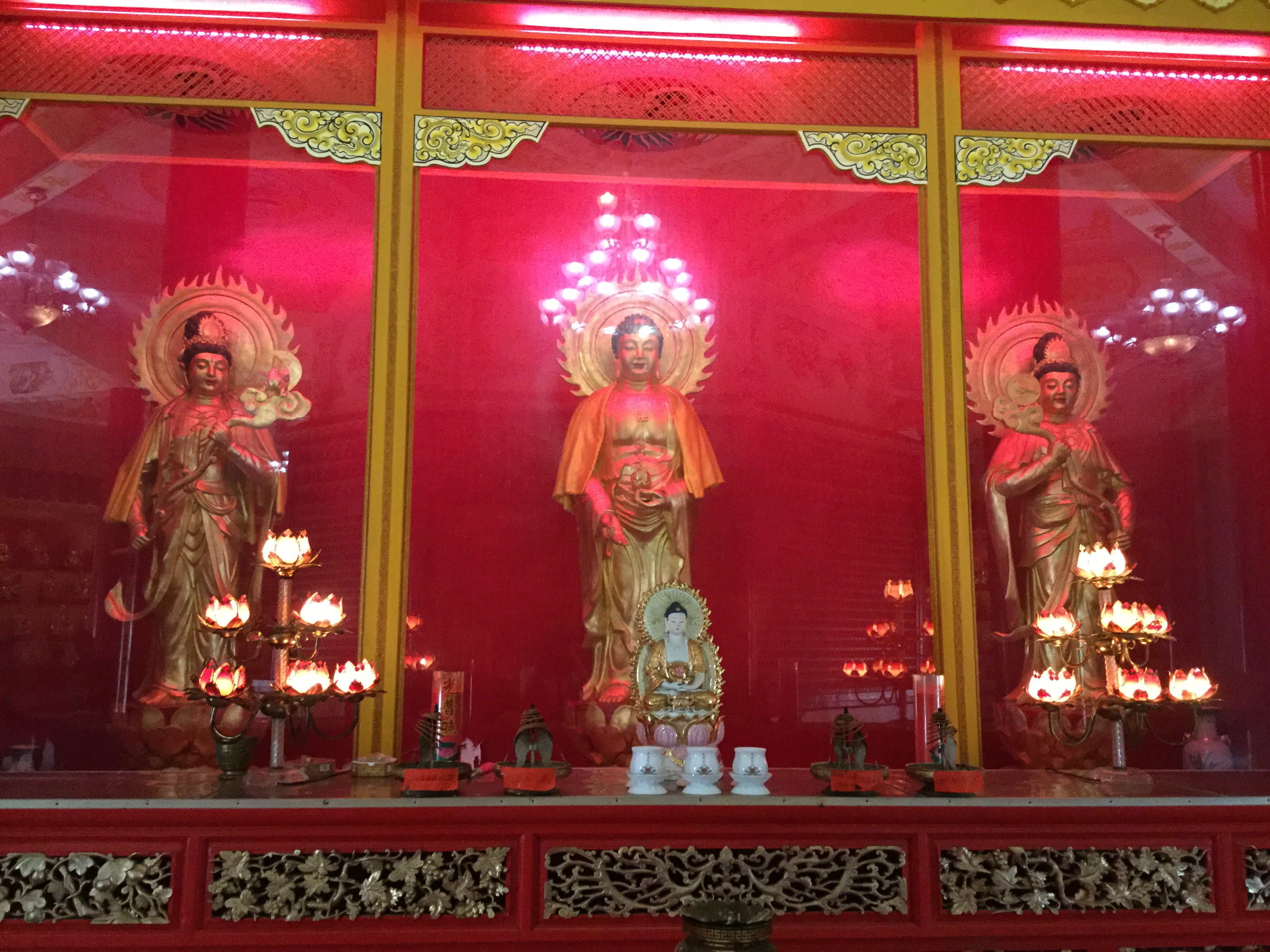
东方三圣，位于中華人民共和國廣東省汕头市天坛花园九天玄女宝塔。

东方三圣，又稱藥師三尊，是佛教東方淨土琉璃世界的三位佛菩薩，一般說法是藥師佛、日光菩薩、月光菩萨，與西方三聖相對。

## 過往因緣
據《覺禪鈔》所引用《藥師經疏‧卷一》記載，在過去電光如來時代，一位梵志與他的兩個兒子共同發菩提心，希望拯救世間一切病苦眾生，二子亦發願供養。電光如來甚為讚嘆，勸這位梵志改名為「醫王」、二子改名「日照」、「月照」，三人得道後梵志成為藥師佛，二子成為日光菩薩、月光菩萨。兩位菩薩並為琉璃世界諸菩薩之上首，兩菩薩皆為一生補處（來生即可成佛），将于药师佛涅槃后，依次递补佛的位置。

## 形象
三尊以藥師佛居中，日光菩薩為左脅侍，月光菩薩為右脅侍。

## 其他說法
有寺廟以藥王、藥上兩菩薩为药师如來的左右脅侍，以示施藥度盡苦難眾生之意。
亦有寺廟以觀音、勢至二菩薩為药师如來脅侍，表示東方與西方淨土無二無別。

## 图库

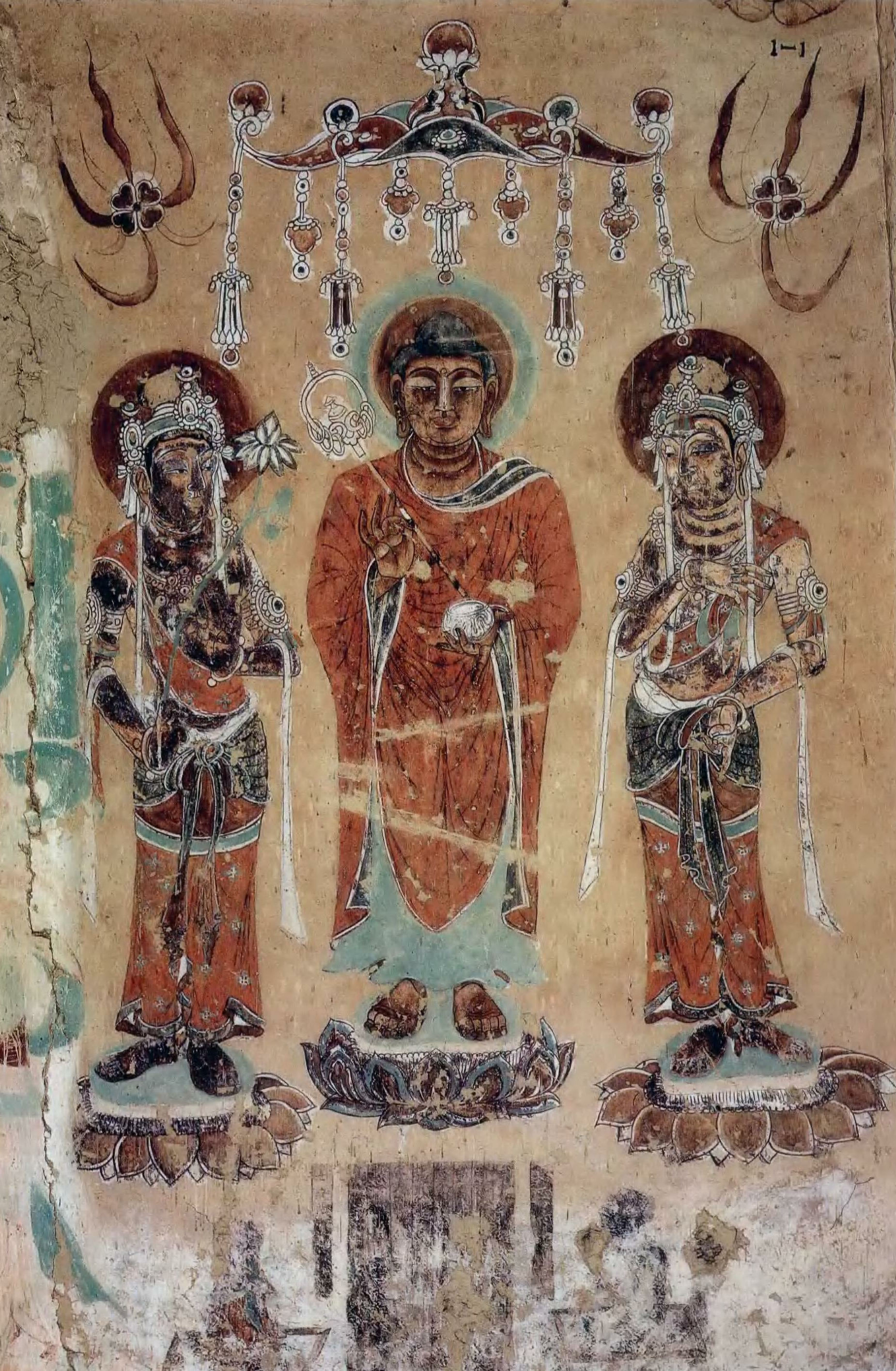
药师佛三尊，敦煌莫高窟第322窟初唐壁画。
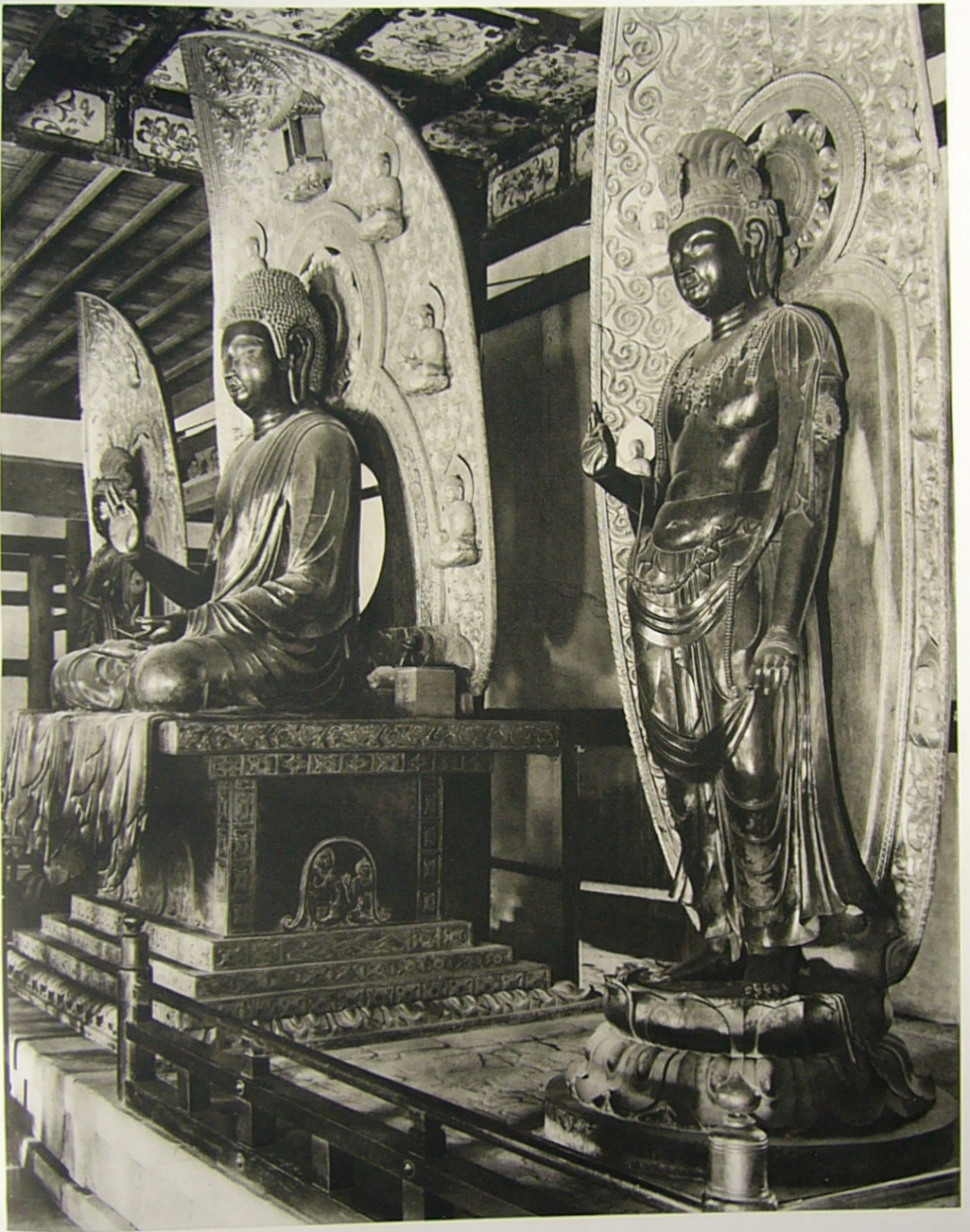
藥師三尊，位於日本奈良縣奈良市藥師寺。
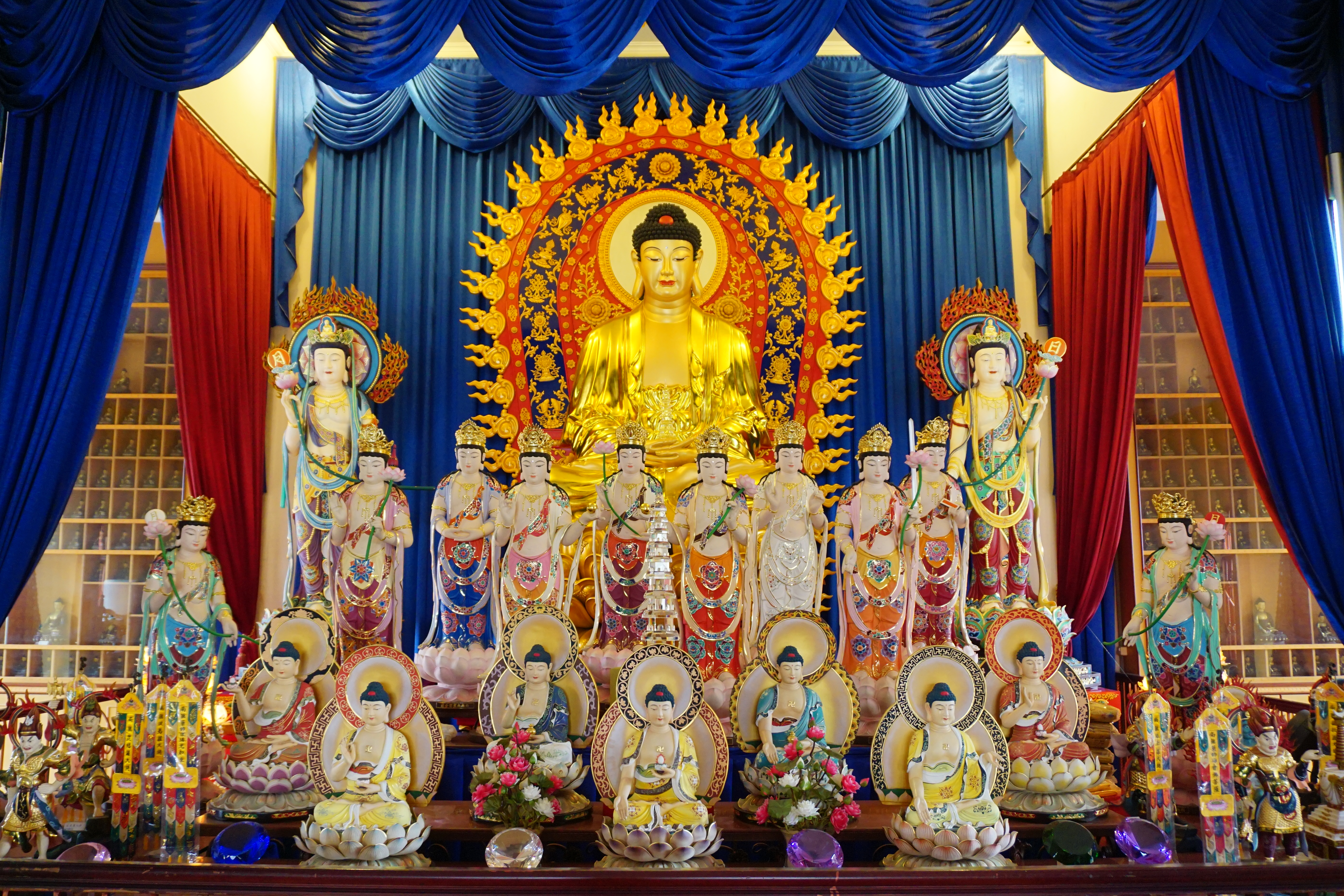
印尼北干巴魯北矸三宝佛教中心的东方三圣像
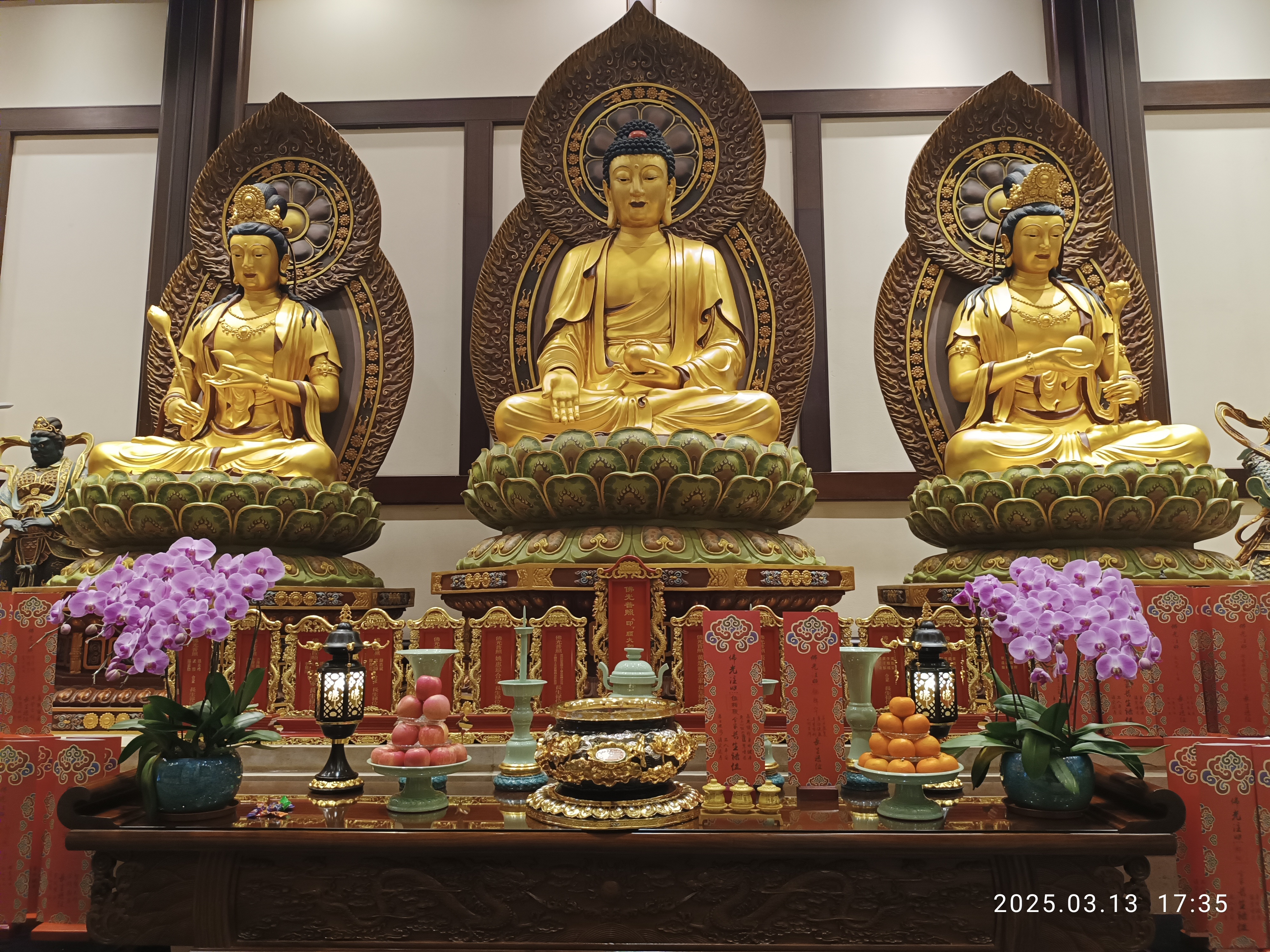
深圳市龙岗区般若禅寺的东方三圣像